# Battaglia di Dürenstein
La battaglia di Dürenstein è uno scontro militare combattutasi nel 1805 tra l'esercito francese e quello russo.

## Storia
Dopo la vittoria di Ulma l'esercito napoleonico si diresse su Vienna. I Russi, che si ritiravano di buon ordine lungo il Danubio, bruciarono i ponti alle loro spalle evitando combattimenti decisivi. Napoleone allora rafforzò gli inseguitori spostando Marmonta Leoben in modo da tagliare la strada che univa Vienna con il fronte Italiano.
Il vecchio generale russo Kutuzov cercò, con mosse di distoglimento, di superare la barriera naturale del Danubio in modo da non avere più i francesi alle spalle. L'attraversamento del fiume fu completato il 9 novembre con la distruzione di tutti i ponti. Gioacchino Murat si diresse immediatamente verso Vienna lasciando isolato il corpo d'armata del generale Édouard Adolphe Mortier e la divisione di Gazan, che si trovò di fronte, sulla riva settentrionale del fiume, l'intero contingente russo composto da più di 40 000 uomini. Questi ultimi attaccarono Mortier che aveva a sua disposizione solo 5 000 soldati e 10 cannoni.
Benché si fosse difesa con coraggio per tutta la giornata, la fanteria francese era in procinto di cedere: Mortier tentò un'ultima sortita per spezzare l'accerchiamento quando giunsero in suo soccorso le truppe fresche di Dupont. L'audacia e il coraggio premiarono i francesi che infine ebbero la meglio sui reparti russi che cessarono il fuoco e si ritirarono su Olmutz (oggi Olomouc) in Moravia, lasciando sul terreno più di 4 000 morti. Vienna venne presa il 13 dello stesso mese.